# Giorgio Avola
Giorgio Avola (n. 8 mai 1989, Modica) este un scrimer italian specializat pe floretă, campion european la Sheffield 2011. Cu echipa Italiei a fost laureat cu aurul la Jocurile Olimpice de vară din 2012, dublu campion mondial în 2013 și în 2015, iar triplu campion european în 2010, 2011 și 2012.

## Palmares
Clasamentul la Cupa Mondială
| An  | 2008 | 2009 | 2010 | 2011 | 2012 | 2013 | 2014 | 2015 |
| --- | ---- | ---- | ---- | ---- | ---- | ---- | ---- | ---- |
| Loc | 249  | 175  | 13   | 2    | 13   | 13   | 14   | 21   |